# Lichfield
Lichfield es una ciudad de Inglaterra situada en Staffordshire. Según el censo de 2021, tiene una población de 34 738 habitantes.

## Demografía
| Población | 3040 | 3555 | 4840 | 6252 | 7900 | 8616 | 10 260 | 14 090 | 22 660 | 25 400 | 28 666 | 27 900 | 34 738 |

## Catedral
De entre los edificios de la ciudad destaca la catedral de Lichfield, una iglesia gótica con tres torres rematadas en aguja. Su construcción comenzó a fines del siglo XII, pero no fue terminada hasta la década de 1330, con la construcción de la "Lady Chapel".

## Ciudades hermanadas
Lichfield está hermanada con:
- Limburg an der Lahn (Alemania)
- Sainte-Foy-lès-Lyon (Francia)